# Blathmac mac Áedo Sláine
Blathmac (m. 665) era hijo de Áed Sláine. Según los anales irlandeses fue Rey Supremo de Irlanda.

## Hijos de Áed Sláine

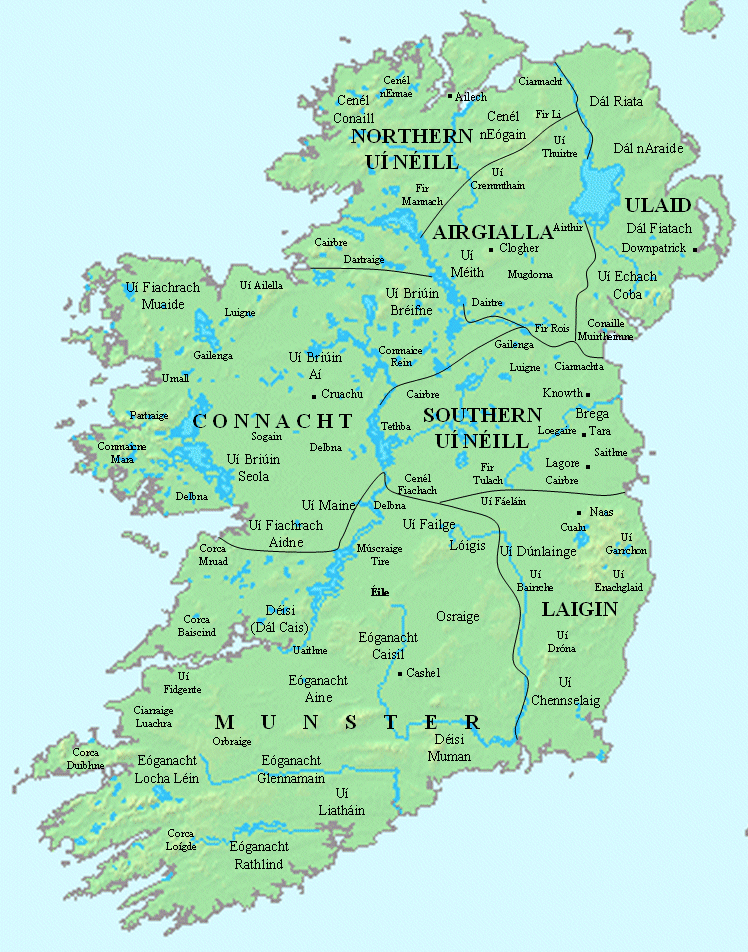
Pueblos y reinos en Irlanda temprana.

El padre de Blathmac, Áed Sláine era un hijo de Diarmait mac Cerbaill, el antepasado de las ramas Uí Néill del sur que dominarían Irlanda desde finales del siglo VI hasta la emergencia de Brian Boru a finales del siglo X. Los descendientes de Áed Sláine fueron conocidos como Síl nÁedo Sláine. Con la posible excepción de Óengus mac Colmáin, todos los reyes de Uí Néill descendientes de Diarmait mac Cerbaill pertenecieron a Síl nÁedo Sláine hasta la muerte de Cináed mac Írgalaig en 728. Los Síl nÁedo Sláine eran Reyes de Brega y la Colina de Tara, donde se inauguraban a los reyes Supremos se ubicaba en su territorio. Otros grupos descendientes de los hijos de Diarmait incluían a los Clann Cholmáin, o más precisamente Clann Cholmáin Máir, descendientes de Colmán Már, que reemplazaron a Síl nÁedo Sláine como el grupo dominante de los Uí Néill del sur a partir de mediados del siglo VIII, y los menos importantes Caílle Follamain o Clann Cholmáin Bicc, descendientes de Colmán Bec.
Se cree que el propio Áed Sláine fue Rey Supremo junto con Colmán Rímid de Cenél nEógain tras la muerte de Áed mac Ainmirech. Áed Sláine murió circa 604, una muerte se dice que profetizada por San Columba. Entre los hijos de Áed figuran Blathmac, Diarmait (m. 665), Congal (m. 634), Ailill (m. 634) y Dúnchad (m. 659).

## Domnall mac Áedo y Congal Cáech
Blathmac era uno de los hijos más jóvenes de Áed Sláine. Según listas de reyes, el trono de Brega perteneció a Congal y después a Ailill, ambos asesinados por Congal mac Suibni de Clann Cholmáin en 634, que también había matado a Áed Sláine en 604. Después de esto Blathmac y Diarmait fueron reyes conjuntos de Brega. Diarmait mató a Congal mac Suibni "en la casa del hijo de Nad-Fraích" según los Anales de Ulster, en 635. Aquel año mismo Diarmait derrotó a Clann Cholmáin Bicc en batalla en Cúil Caeláin donde el hijo de Óengus mac Colmáin, Máel Umai fue asesinado. Blathmac no es mencionado en estos informes.
En este tiempo el Reinado Supremo de Irlanda pudo haber estado en disputa ente Domnall mac Áedo de Cenél Conaill (Uí Néill del norte) y el rey cruithne Congal Cáech. En este complicado concurso Blathmac y Diarmait eran aliados de Domnall. Lucharon juntos en la Batalla de Mag Rath donde Congal fue asesinado. Algunas ramas del Uí Néill lucharon contra Domnall, entre ellos el hijo de Conall mac Suibni, que murió allí.

## Rey Supremo
Los compiladores de varios anales irlandeses se muestra indecisos acerca de la sucesión que sigue a la muerte de Domnall mac Áedo en 642. Los Anales de Ulster afirman:
Aquí  es incierto quién reinó después de Domnall. Algunos historiógrafos declaran que cuatro reyes, i.e. Cellach, Conall Cóel, y dos hijos de Aed Sláine hijo de Diarmait hijo de Fergus Cerrbél hijo de Conall de Cremthann hijo de Niall Noígiallach, concretamente Diarmait y Blathmac, reinaron mezclados.
Según el Baile Chuind Chétchathaig, una lista de Reyes Supremos compuesta durante el reinado del sobrino de Blathmac, Fínsnechta Fledach, hijo de Dúnchad, Domnall mac Áedo fue sucedido por Blathmac y Diarmait. El Baile Chuind omite varios reyes, incluyendo Áed Sláine, algunos de los cuales pueden ser errores del copista, pero otros son aparentemente deliberados. Es un trabajo de propaganda dinástica, su propósito demostrar que Síl nÁedo Sláine deberían ser por derecho los Reyes Supremos de Irlanda. Por estas razones, pese a que es el testimonio más contemporáneo, no es necesariamente fiable.
De dos de los cuatro reyes, Diarmait fue el más activo según el regsitro que sobrevive en los anales irlandeses. Relativamente poco sabemos de Blathmac. Las muertes de tres de sus hijos son recordadas durante su vida. La muerte de Eochaid en 660 está informada sin explicación, pero la noticia de la muerte de Dúnchad y Conall en 651 está acompañada por algunos versos. Estos parecen asociar los asesinatos con un tal Máelodrán, de Leinster. Una variante en estos acontecimientos aparece en el Orgguin Trí Mac Díarmata mic Cerbaill (La muerte de los Tres Hijos de Díarmait mac Cerbaill), quizá compuesto en el periodo de irlandés antiguo. Este hace a Dúnchad y Conall, y también a Máelodor, hijos de Diarmait mac Cerbaill y a su asesino el héroe de Dál Messin Corb Máelodrán mac Dímma Chróin. Los hijos de Diarmait huyen de Máelodrán y se esconden en un molino donde están aplastados.
Una peste llegó a Irlanda en 664, llamada el buide Chonaill. Los anales graban que Blathmac y Diarmait murieron al año siguiente de enfermedad. Las listas de rey hacen que sean sucedidos por el hijo de Blathmac, Sechnassach, posiblemente gobernando conjuntamente con otro hijo de Blathmac, Cenn Fáelad.

## Descendientes y posteridad
Los cinco hijos recordados de Blathmac ya han sido mencionados: Sechnassach y Cenn Fáelad que le sobrevivieron y Dúnchad, Conall y Eochaid, que murieron antes que él. Ninguno de los descendientes posteriores de Blathmac fueron figuras importantes .
Para editores y creadores de literatura de lengua irlandesa Media, el reinado de Blathmac y Diarmait es imaginado como una Época dorada. Los trabajos compuestos en este periodo incluye el Cath Cairnd Chonaill y el Scéla Cano meic Gartnáin.